# Đế quốc Sikh
Đế quốc Sikh (tiếng Ba Tư: سرکارِ خالصه, phiên âm La Tinh: Sarkār-ē-Khālsā; tiếng Punjab: ਸਿੱਖ ਖ਼ਾਲਸਾ ਰਾਜ; tiếng Anh: Sikh Empire) là một nhà nước bắt nguồn từ Tiểu lục địa Ấn Độ, được Maharaja Ranjit Singh thành lập với trung tâm là Punjab. Đế chế tồn tại từ năm 1799, khi Maharaja Ranjit Singh chiếm được Lahore (ngày nay là thủ phủ của tỉnh Punjab, Pakistan), đến năm 1849, khi nó bị đánh bại trong Chiến tranh Anh-Sikh lần thứ hai bởi Công ty Đông Ấn Anh. Nhà nước được thành lập dựa trên nền tảng của Khalsa từ một tập hợp những người theo Sikh giáo tự trị. Đế chế đạt đến đỉnh cao vào thế kỷ XIX, khi lãnh thổ của nó kéo dài từ đèo Khyber ở phía Tây sang tận Tây Tạng ở phía Đông, và từ Mithankot ở phía Nam đến Kashmir ở phía Bắc, đa dạng về tôn giáo, với dân số ước tính khoảng 3,5 triệu người vào năm 1831 (trở thành quốc gia đông dân thứ 19 vào thời điểm đó), đây là khu vực lớn cuối cùng của tiểu lục địa Ấn Độ bị Đế quốc Anh sáp nhập.
Nền tảng của Đế chế Sikh có thể bắt nguồn từ năm 1707, năm qua đời của Aurangzeb, hoàng đế thứ 6 của Đế quốc Mogul, báo hiệu sự suy tàn của đế chế này. Quân đội Sikh, được gọi là Dal Khalsa, một tổ chức tái sắp xếp Khalsa do Guru Gobind Singh sáng lập, đã dẫn đầu các cuộc viễn chinh chống lại sự cai trị của Mogul và người Afghanistan ở phía Tây.
Sự hình thành của đế chế bắt đầu với việc Maharaja Ranjit Singh chiếm được Lahore, từ tay người cai trị Afghanistan, Zaman Shah Durrani, bằng các trận chiến, người Sikh đã trục xuất thành công người Afghanistan ra khỏi lãnh thổ, và thống nhất các nhóm người theo Sikh giáo. Ranjit Singh được tôn lên làm Maharaja của Punjab vào ngày 12/04/1801 (trùng với Vaisakhi), tạo ra một nhà nước chính trị thống nhất. Sahib Singh Bedi, hậu duệ của Guru Nanak, đã tiến hành lễ đăng quang. Ranjit Singh lên nắm quyền trong một thời gian rất ngắn, từ một thủ lĩnh của những kẻ khốn cùng để cuối cùng trở thành Maharaja của Punjab. Ông bắt đầu hiện đại hóa quân đội của mình, sử dụng các khóa huấn luyện mới nhất cũng như vũ khí và pháo binh. Sau cái chết của Maharaja Ranjit Singh, đế chế đã suy yếu do chia rẽ nội bộ và quản lý chính trị yếu kém. Cuối cùng, đến năm 1849, nhà nước này bị giải thể sau thất bại trong Chiến tranh Anh-Sikh lần thứ hai. Đế chế Sikh được chia thành 4 tỉnh: Lahore ở Punjab, trở thành thủ phủ của đạo Sikh, Multan, cũng ở Punjab, Peshawar và Kashmir từ năm 1799 đến năm 1849.

## Bối cảnh

### Mogul cai trị Punjab
Đạo Sikh bắt đầu hình thành vào khoảng thời gian chinh phục phía Bắc Tiểu lục địa Ấn Độ của Babur, người sáng lập ra Đế chế Mogul. Cháu trai của ông là Hoàng đế Akbar, ủng hộ tự do tôn giáo và sau khi viếng thăm langar của Guru Amar Das đã có ấn tượng tốt về đạo Sikh. Sau chuyến thăm này, ông đã hiến đất cho langar và Đế chế Mogul không có bất kỳ xung đột nào với các lãnh tụ của đạo Sikh cho đến khi vị hoàng đế này qua đời vào năm 1605. Tuy nhiên, người kế nhiệm của ông là Jahangir đã coi người Sikh là một mối đe dọa chính trị. Ông ra lệnh cho Guru Arjun Dev, người đã bị bắt vì ủng hộ Khusrau Mirza nổi loạn, thay đổi đoạn văn về Hồi giáo trong Adi Granth. Khi Guru từ chối, Jahangir ra lệnh tra tấn người này cho đến chết. Sự tử đạo của Guru Arjan Dev đã dẫn đến việc Guru thứ 6, Guru Hargobind, tuyên bố chủ quyền của người Sikh trong việc tạo ra Akal Takht và thiết lập một pháo đài để bảo vệ Amritsar. Hoàng đế Jahangir đã cố gắng khẳng định quyền lực đối với người Sikh bằng cách tống giam Guru Hargobind tại Gwalior, nhưng sau đó đã thả ông ra khi vị hoàng đế Mogul này không còn cảm thấy bị đe dọa. Cộng đồng người Sikh không có thêm bất kỳ vấn đề nào với đế chế Mughal cho đến khi Jahangir qua đời vào năm 1627. Người kế vị của Jahangir là Shah Jahan, đã xúc phạm "chủ quyền" của Guru Hargobind và sau một loạt các cuộc tấn công vào Amritsar đã buộc người Sikh phải rút lui đến Sivalik Hill.
Vị Guru tiếp theo là Guru Har Rai, duy trì quyền kiểm soát Sivalik Hill bằng cách đánh bại các nỗ lực đánh đuổi người Sikh của nhà cầm quyền địa phương. Người Sikh đóng vai trò trung lập trong cuộc tranh giành ngai vàng Đế quốc Mogul giữa hai người con trai của Shah Jahan là Aurangzeb và Dara Shikoh. Guru thứ 9, Guru Tegh Bahadur, đã di chuyển cộng đồng người Sikh đến Anandpur và bản thân ông đã đi khắp nơi để thăm và thuyết giảng, bất chấp Hoàng đế Aurangzeb, đã cố gắng đưa Ram Rai trở thành guru mới. Guru Tegh Bahadur đã hỗ trợ người Kashmiri Pandits tránh phải cải sang Hồi Giáo và bị Aurangzeb bắt giữ. Khi được đề nghị lựa chọn giữa việc cải đạo sang Đạo Hồi hoặc cái chết, ông đã chọn cái chết thay vì thỏa hiệp, sau đó ông đã bị xử tử.

### Sự hình thành của Khalsa
Guru Gobind Singh đảm nhận vai trò lãnh đạo vào năm 1675 và để tránh các trận chiến với các Raja của Sivalik Hill, nên đã chuyển cộng đồng của mình đến Paunta. Tại đây, ông đã xây dựng một pháo đài lớn để bảo vệ thành phố với một đội quân đồn trú. Sức mạnh ngày càng tăng của cộng đồng người Sikh đã báo động cho các Raja ở Sivalik Hill, họ đã cố gắng tấn công thành phố nhưng lực lượng của Guru Gobind Singh đã đánh đuổi trong trận Bhangani. Ông chuyển đến Anandpur và thành lập Khalsa, một đội quân tập hợp của những người theo Sikh giáo đã được rửa tội, vào ngày 30/03/1699. Sự thành lập của Khalsa đã thống nhất cộng đồng Sikh chống lại nhiều nhà cai trị dưới sự hậu thuẫn của Đế quốc Mogul. Năm 1701, một đội quân kết hợp của các Raja ở Sivalik Hill và quân Mogul dưới quyền của Wazir Khan đã tấn công Anandpur. Khalsa rút lui nhưng tập hợp lại để đánh bại quân của Đế quốc Mogul trong trận Muktsar. Năm 1707, Guru Gobind Singh nhận lời mời của người kế vị Aurangzeb là Bahadur Shah I đến gặp ông. Cuộc hội đàm diễn ra tại Agra vào ngày 23/07/1707.

### Banda Singh Bahadur
Vào tháng 8/1708, Guru Gobind Singh đến thăm Nanded. Tại đây, ông đã gặp một người Bairāgī ẩn dật, Madho Das, người đã cải sang Sikh giáo, được tôn xưng là Banda Singh Bahadur. Một thời gian ngắn trước khi qua đời, Guru Gobind Singh đã ra lệnh cho Banda Singh Bahadur tái chinh phục vùng Punjab và trao cho ông một lá thư yêu cầu tất cả người Sikh tham gia cùng ông. Sau 2 năm tập hợp những người ủng hộ, Banda Singh Bahadur đã khởi xướng một cuộc nổi dậy của nông dân bằng cách phá bỏ các điền trang rộng lớn của các gia đình Zamindar và chia đất cho những nông dân nghèo làm ruộng. Banda Singh Bahadur bắt đầu cuộc nổi dậy của mình với việc đánh bại quân đội của Đế quốc Mogul tại Samana và Sadhaura, cuộc nổi dậy lên đến đỉnh điểm với sự thất thủ của Sirhind. Trong cuộc nổi dậy, Banda Singh Bahadur đã đưa ra quan điểm là phá hủy các thành phố mà Mogul đã tàn ác với những người ủng hộ Guru Gobind Singh. Ông đã hành quyết Wazir Khan để trả thù cho cái chết của các con trai của Guru Gobind Singh và Pir Budhu Shah sau chiến thắng của người Sikh tại Sirhind. Ông cai trị vùng lãnh thổ giữa sông Sutlej và sông Yamuna, thành lập thủ đô trên dãy Himalaya tại Lohgarh và đúc tiền dưới tên của Guru Nanak và Guru Gobind Singh.  Năm 1716, quân đội của ông bị quân Mogul đánh bại sau khi ông cố gắng bảo vệ pháo đài của mình tại Gurdas Nangal. Ông đã bị bắt cùng với 700 người của mình và bị đưa về Delhi, nơi tất cả họ đều bị tra tấn và hành quyết sau khi từ chối cải sang Hồi Giáo.

## Thời kỳ Dal Khalsa

Nawab Jassa Singh Ahluwalia

### Liên minh Sikh
Giai đoạn từ năm 1716 đến năm 1799 là một thời kỳ rất hỗn loạn về mặt chính trị và quân sự ở vùng Punjab. Tình trạng nghiêm trọng này có nguồn góc từ sự suy tàn chung của Đế chế Mogul để lại khoảng trống quyền lực trong khu vực mà cuối cùng đã được lấp đầy bởi người Sikh của Dal Khalsa, có nghĩa là "quân đội Khalsa" hay "đảng Khalsa", vào cuối thế kỷ XVII, sau khi họ đánh bại một số cuộc xâm lược của những nhà cai trị Afghanistan thuộc Đế chế Durrani và các đồng minh của họ, tàn tích của Đế quốc Mogul và những người quản lý của họ, những Raja người Hindu đồng minh của Mogul ở Sivalik Hills, và những người địa phương thù địch Hồi giáo đứng về phía các lực lượng Hồi giáo khác. Những người Sikh của Dal Khalsa cuối cùng đã thành lập các khu vực hành chính Sikh độc lập của riêng họ, Misls, bắt nguồn từ một thuật ngữ Ba Tư-Ả Rập có nghĩa là 'tương tự', do Misldars đứng đầu. Những Misls này phần lớn được thống nhất bởi Maharaja Ranjit Singh.

### Các nhà nước Cis-Sutlej
Các Nhà nước Cis-Sutlej là một nhóm các lãnh địa của Sikh giáo trong vùng Punjab nằm giữa sông Sutlej về phía Bắc, dãy Himalaya ở phía Đông, sông Yamuna và Delhi ở phía Nam, và huyện Sirsa ở phía Tây. Các quốc gia này nằm dưới quyền thống trị của Đế chế Maratha sau năm 1785 trước Chiến tranh Anh-Maratha lần thứ hai năm 1803–1805, sau đó người Marathi mất quyền kiểm soát lãnh thổ vào tay Công ty Đông Ấn Anh. Các nhà nước Cis-Sutlej bao gồm Kalsia, Kaithal, Nhà nước Patiala, Nhà nước Nabha, Nhà nước Jind, Thanesar, Maler Kotla, Ludhiana, Nhà nươc Kapurthala, Ambala, Ferozpur và Nhà nước Faridkot, cùng một số lãnh địa khác. Trong khi các quốc gia theo Sikh giáo này được thành lập bởi Dal Khalsa, nhưng chúng không phải là một phần của Đế chế Sikh và có lệnh cấm gây chiến lẫn nhau sau hiệp ước Amritsar (1809) (trong đó đế chế từ bỏ yêu sách đối với Các quốc gia Cis-Sutlej và người Anh không được can thiệp vào phía bắc Sutlej hoặc vào lãnh thổ hiện có của đế chế ở phía Nam Sutlej), sau những nỗ lực của Ranjit Singh nhằm giành quyền kiểm soát các lãnh địa này từ tay người Anh từ năm 1806 đến 1809. Cuộc vượt sông Sutlej của người Sikh, sau khi Anh quân sự hóa biên giới với Punjab (từ 2.500 người và 6 khẩu súng vào năm 1838 lên 17.612 người và 66 khẩu súng vào năm 1844, và 40.523 người cùng 94 khẩu súng vào năm 1845), và có kế hoạch sử dụng lãnh thổ mới được chinh phục của Sindh làm bàn đạp để tiến lên vùng Multan do người Sikh nắm giữ, cuối cùng dẫn đến xung đột với người Anh.

### Nội chiến giữa các Misl
Sau triều đại của Jassa Singh Ramgarhia, những Sikh Misl tự trị trở nên chia rẽ và tiến hành gây chiến với nhau. Một loại Chiến tranh Lạnh đã nổ ra với các Misl: Bhangi, Nakkai, Dalelwala và Ramgharia Misls Sukerchakia, Ahluwalia, Karor Singhia và Kaniyeha. Shaheedan, Nishania và Singhpuria cũng liên minh nhưng không tham gia chiến tranh với những Misl khác và tiếp tục Dal Khalsa. Phulkian Misl đã bị vạ tuyệt thông khỏi liên minh. Rani Sada Kaur của Kanhaiya Misl đã phá hủy sức mạnh của Bhangis. Sau đó, cô đã nhường ngôi cho Maharaja Ranjit Singh.

## Đế chế

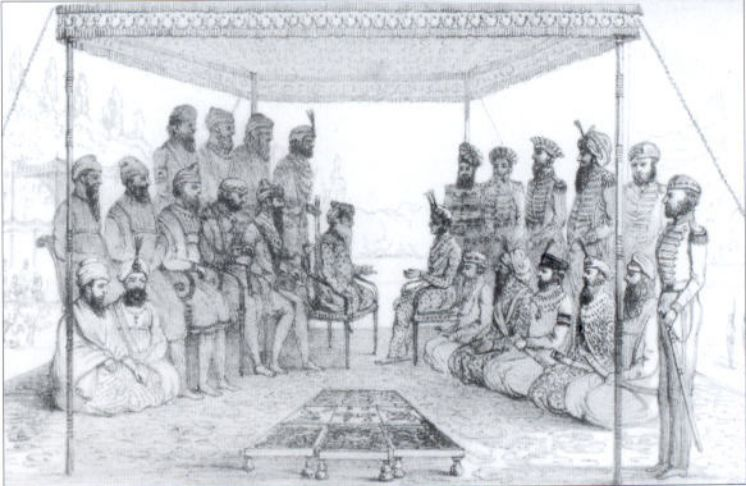
Ranjit Singh holding court in 1838 CE

Đế chế Sikh bắt đầu hình thành với sự thống nhất giữa các Misl tự trị vào năm 1801, tạo ra một nhà nước chính trị thống nhất. Tất cả các thủ lĩnh của Misl, đều thuộc giới quý tộc với xuất thân gia đình lâu đời và có uy tín trong lịch sử Sikh giáo.
Lãnh thổ địa lý chính thức của đế chế kéo dài từ vùng Punjab đến Đèo Khyber ở phía Tây, đến Kashmir ở phía Bắc, Sindh ở phía Nam và Tây Tạng ở phía Đông. Năm 1799, Ranjit Singh chuyển thủ đô từ Gujranwala đến Lahore, thành phố này được ông nội của ông là Charat Sing thành lập vào năm 1763.
Hari Singh Nalwa là Tổng tư lệnh của Quân đội Sikh Khalsa từ năm 1825 đến năm 1837. Ông được biết đến với vai trò lãnh đạo trong các cuộc chinh phục Kasur, Sialkot, Multan, Kashmir, Attock và Peshawar. Nalwa dẫn đầu quân đội Sikh giải phóng Kashmir khỏi Shah Shujah Durrani và Đế quốc Durrani phải cống nạp viên kim cương Koh-i-Noor cho Maharaja Ranjit Singh. Ông từng là thống đốc của Kashmir và Hazara và thành lập một xưởng đúc tiền thay mặt cho Đế chế Sikh để tạo nguồn tài chính dồi dào cho đế chế. Chính sách biên giới của ông về việc giữ đèo Khyber sau đó được kế thừa và tiếp tục sử dụng bởi Raj thuộc Anh. Nalwa chịu trách nhiệm mở rộng biên giới của đế chế Sikh đến sông Ấn. Vào thời điểm ông qua đời, ranh giới phía Tây của Đế chế Sikh là đèo Khyber.

### Nhân khẩu học
Nhân khẩu học tôn giáo của Đế chế ước tính chỉ có hơn 10%  đến 12%  cư dân là theo Sikh giáo, 80% theo Hồi giáo  và dưới 10% dân số theo Hindu giáo. Surjit Hans đã đưa ra những số liệu khác nhau dựa trên dự báo điều tra dân số năm 1881, trong đó dân số theo Hồi giáo ở mức 51%, người theo đạo Hindu ở mức 40% và người theo đạo Sikh vào khoảng 8%, 1% còn lại là người châu Âu. Dân số là 3,5 triệu người vào năm 1831, theo Amarinder Singh trong Hoàng hôn cuối cùng: Sự trỗi dậy và sụp đổ của Lahore Durbar (The Rise and Fall of the Lahore Durbar).
Ước tính khoảng 90% người theo Sikh giáo và hơn 50% dân số của Đế chế tập trung ở thượng Bari, Jalandhar và thượng Rechna Doab. Vào những năm 1830, một nửa dân số theo Sikh giáo tập trung ở khu vực thuộc Lahore và Amritsar sau ngày.

### Địa lý

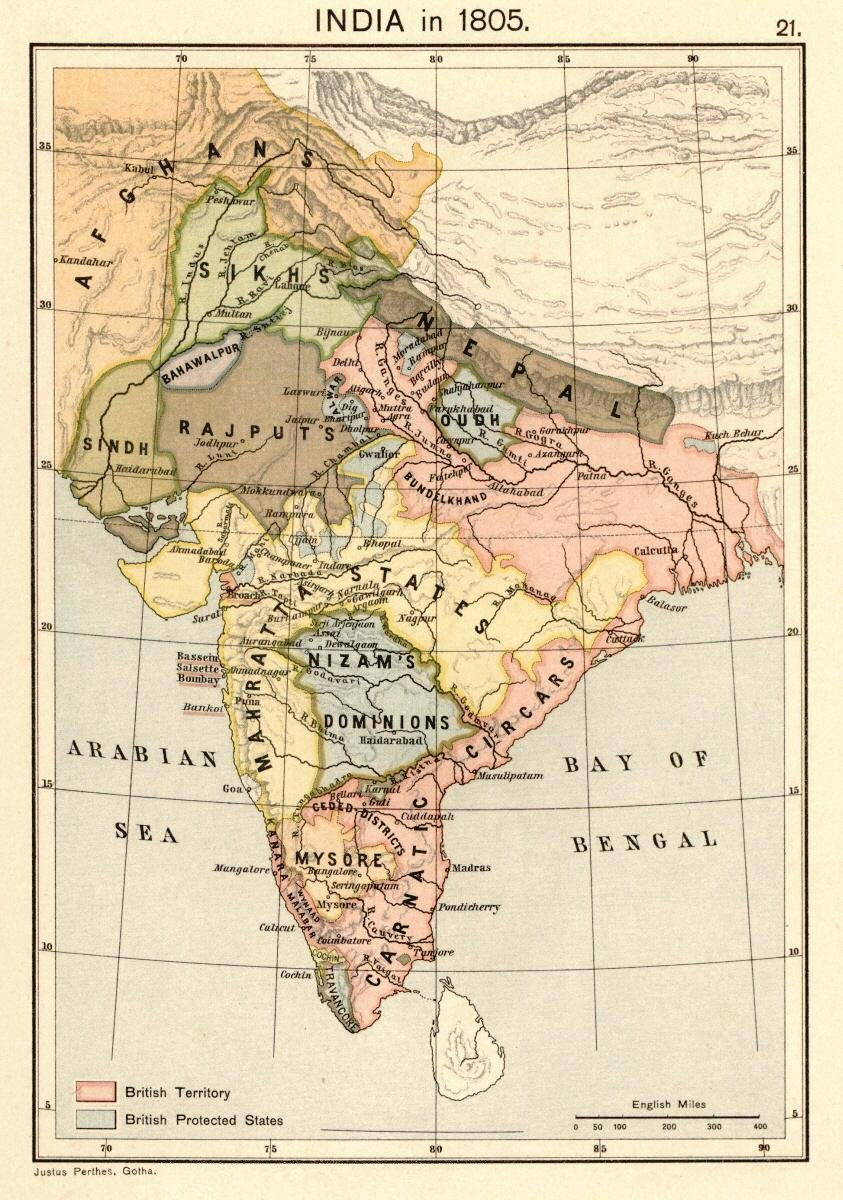
Tiểu lục địa Ấn Độ năm 1805

Đế chế Sikh thời kỳ cực thịnh có tổng diện tích là 260.128 km2 (100.436 dặm vuông).
Punjab là một khu vực nằm giữa tiểu lục địa Ấn Độ và Đế quốc Durrani của Afghanistan. Các đơn vị chính trị ngày nay đã tạo nên Đế chế Sikh lịch sử:
- Punjab, đến Mithankot ở phía Nam
  - Punjab, Pakistan, ngoại trừ Nhà nước Bahawalpur
  - Punjab, Ấn Độ, về phía Nam đến các khu vực ngay bên kia sông Sutlej
  - Haryana, Ấn Độ
  - Himachal Pradesh, Ấn Độ, về phía nam đến các khu vực ngay bên kia sông Sutlej
  - Phân khu Jammu, Jammu và Kashmir, Ấn Độ và Pakistan (1808–1846)
- Kashmir, từ ngày 5 tháng 7 năm 1819 đến ngày 15 tháng 3 năm 1846, Ấn Độ/Pakistan/Trung Quốc[40][41]
  - Thung lũng Kashmir, Ấn Độ từ năm 1819 đến 1846
  - Gilgit, Gilgit-Baltistan, Pakistan, từ năm 1842 đến 1846[cần dẫn nguồn]
  - Ladakh, Ấn Độ 1834–1846[42][43]
- Đèo Khyber, Afghanistan/Pakistan[44]
  - Peshawar, Pakistan[45] (taken in 1818, retaken in 1834)
  - Khyber Pakhtunkhwa và Những Khu vực Bộ lạc Liên bang Quản lý, Pakistan [46]
- Một phần của Tây Tây Tạng,[47] Trung Quốc (một thời gian ngắn vào năm 1841, đến Taklakot),[48]

Huyện Jamrud (Cơ quan Khyber, Pakistan) là giới hạn cực Tây của Đế chế Sikh. Việc mở rộng về phía tây đã bị chặn lại tại Trận Jamrud, trong đó người Afghanistan đã giết được vị tướng nổi tiếng của Sikh giáo là Hari Singh Nalwa trong một cuộc tấn công, mặc dù người Sikh đã giữ vững vị trí của họ tại pháo đài Jamrud. Ranjit Singh đã cử tướng Sirdar Bahadur Gulab Singh Powind dẫn theo quân tiếp viện đến đè bẹp cuộc nổi dậy Pashtun. Năm 1838, Ranjit Singh cùng với quân đội của mình đã hành quân vào Kabul để tham gia cuộc diễu hành chiến thắng cùng với người Anh sau khi khôi phục ngai vàng Afghanistan cho Shah Shoja.

### Chính sách

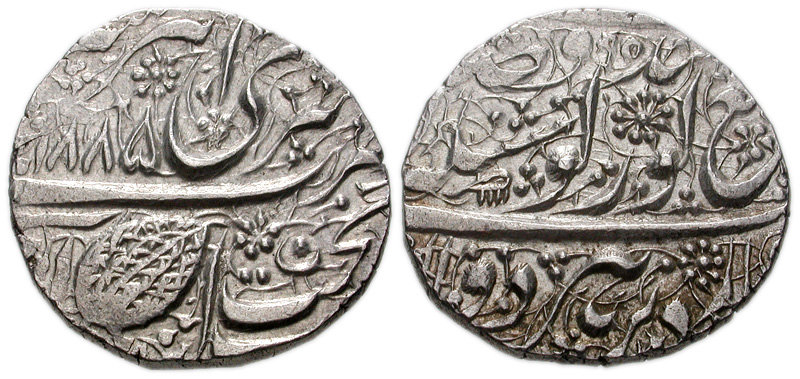
Xu bạc Nanakshahi của Đế chế Sikh

Đế chế Sikh có chính sách trọng dụng nhân tài rất cởi mở so với các quốc gia xung quanh, nó cho phép những người đàn ông thuộc các tôn giáo khác ngoài Sikh giáo có thể vươn lên vị trí chỉ huy quyền lực trong cả quân đội và bộ máy hành chính của đế quốc.
Anh em nhà Fakir, những người theo Hồi giáo được xem là điển hình cho chính sách cởi mở trong việc trọng dụng nhân tài của Đế quốc Sikh. Họ là cố vấn và trợ lý cá nhân đáng tin cậy cũng như bạn thân của Ranjit Singh, đặc biệt là Fakir Azizuddin, phục vụ ở vị trí ngoại trưởng của đế chế, phiên dịch cho maharaja, và đóng vai trò quan trọng trong các sự kiện đàm phán với người Anh, trong đó ông thuyết phục Ranjit Singh duy trì quan hệ ngoại giao với người Anh và không gây chiến với họ vào năm 1808, khi quân đội Anh được di chuyển dọc theo sông Sutlej, với chính sách này, người Anh muốn giữ chân của Ranjit Singh ở phía Bắc của con sông, và đặt Sutlej làm ranh giới phân chia giữa đế quốc Sikh và Anh;  đàm phán với Dost Muhammad Khan trong nỗ lực bất thành để chiếm lại Peshawar. Ông cũng thỉnh thoảng được giao nhiệm vụ quân sự trong suốt sự nghiệp của mình. Anh em nhà Fakir được giới thiệu với maharaja khi cha của họ, Ghulam Muhiuddin, một bác sĩ, được ông triệu tập để chữa trị một căn bệnh về mắt ngay sau khi ông chiếm được Lahore.
Những người anh em khác của Fakir là Imamuddin, một trong những viên chức quản lý chính của nhà vua, và Nuruddin, người từng là bộ trưởng nội vụ và bác sĩ cá nhân, cũng được Maharaja ban cho tước hiệu Jagir.
Hàng năm, khi ở Amritsar, Ranjit Singh đã đến thăm các đền thờ của các tôn giáo khác, bao gồm cả Hồi giáo. Nhà vua đã ban hành những mệnh lệnh đối xử bình đẳng đối với tất cả các tôn giáo và nghề nghiệp, phù hợp với các học thuyết về đức tin của họ. Chính quyền cho lập các toàn án đặc biệt dành riêng cho người Hồi giáo, được phán quyết theo luật Hồi giáo trong các vấn đề cá nhân. Trên toàn đế chế có hệ thống các toà án chung, dược điều hành bởi các quan chức tư pháp của chính phủ, dành cho tất cả cư dân trên lãnh thổ đế chế mà không phân biệt tôn giáo và giai cấp xã hội.
Một trong những hành động đầu tiên của Ranjit Singh sau khi chiếm được Lahore năm 1799 là cho khôi phục các văn phòng của Qazis và Muftis cha truyền con nối vốn đã thịnh hành vào thời Đế quốc Mogul. Kazi Nizamuddin được bổ nhiệm để quyết định các vấn đề hôn nhân giữa những người theo đạo Hồi, trong khi đó Muftis Mohammad Shahpuri và Sadulla Chishti được giao quyền lập các chứng từ liên quan đến việc chuyển nhượng bất động sản. Hệ thống mohalladari cũ được khôi phục với mỗi mahallah, hoặc phân khu lân cận, do một trong các thành viên phụ trách. Văn phòng Kotwal, hay trưởng bộ phận an ninh, được giao cho một người Hồi giáo, Imam Bakhsh.
Các tướng lĩnh của Đế chế Sikh rất đa dạng, vì họ đến từ nhiều cộng đồng và tôn giáo khác nhau. Trong đó các vị tướng nổi tiếng của Sikh giáo như Hari Singh Nalwa, Fateh Singh Dullewalia, Nihal Singh Atariwala, Chattar Singh Attariwalla và Fateh Singh Kalianwala; Các vị tướng Hindu giáo bao gồm Dewan Mokham Chand Nayyar, con trai và cháu trai của ông, và Misr Diwan Chand Nayyar; và các tướng Hồi giáo bao gồm Ilahi Bakhsh và Mian Ghaus Khan; Balbhadra Kunwar, là người Nepal, và các tướng châu Âu bao gồm Jean-Francois Allard, Jean-Baptiste Ventura, và Paolo Avitabile. các tướng đáng chú ý khác của Quân đội Sikh Khalsa là Veer Singh Dhillon, Sham Singh Attariwala, Mahan Singh Mirpuri, và Zorawar Singh Kahluria...

## Nhân khẩu học
Religion in Khalsa Empire (1800s):2694
Dân số của đế chế trong thời kỳ Maharaja Ranjit Singh nắm quyền cai trị vào những năm 1800, được ước tính vào khoảng 12 triệu người.  Thành phần tôn giáo thời đó bao gồm: 8,4 triệu người theo Hồi giáo, 2,88 triệu người theo Hindu giáo và 722.000 người theo Sikh giáo.